# Gunzelin von Wolfenbüttel

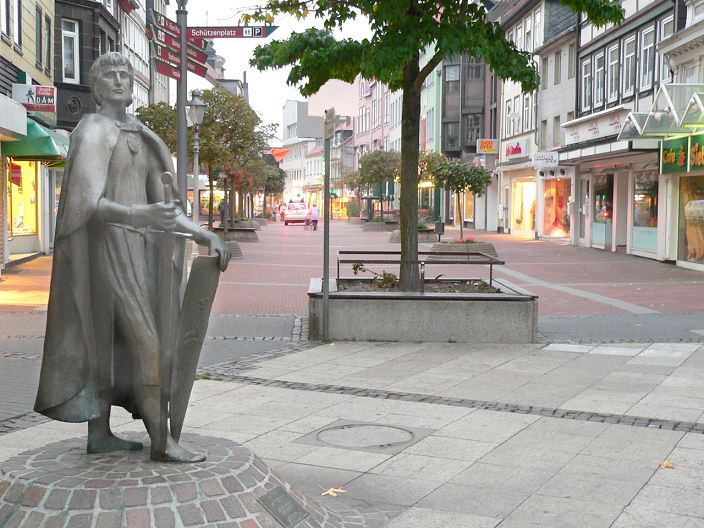
Estatua de bronce de Gunzelin von Wolfenbüttel,
en la ciudad de Peine.

Gunzelin von Wolfenbüttel ( 1170 - 2 de febrero de 1255) natural de Wolfenbüttel, fue miembro del equipo de servicio de los Güelfos, que ascendió al rango ministerial del Sacro Imperio Romano Germánico. El nombre de Gunzelin era un diminutivo de Günther.

## La familia
Gunzelin  era el hijo de Ekbert I von Wolfenbüttel, vogt de Heiningen y ministerial de Enrique el León. El bisabuelo de Gunzelin era  Widekind von Wolfenbüttel, constructor del Castillo de Wolfenbüttel y fundador de la ciudad de Wolfenbüttel.  Gunzelin tuvo tres hijos: Ekbert III, Burchard III y Gunzelin II.

## Oficio de Corte
Gunzelin tenía inicialmente bajo Otto IV (1175/1176 -1218) y, más tarde, bajo el  emperador Federico II Hohenstaufen (1194-1250), el oficio de Corte de Truchsess (servicio de comedor). Pero las ocupaciones de  Gunzelin fueron más militares y diplomáticas en tareas concretas. Estas tareas consistieron, por ejemplo, en anunciar la llegada de Otto IV,  como embajador ante el Papa Inocencio (1160/1161 -1216), en su coronación imperial en 1209. Por sus servicios, fue nombrado Caballero y recibió, por herencia, el Condado de Peine. Al final de su vida, trabajó en su tierra natal y era el señor feudal de Hildesheim y Gandersheim.

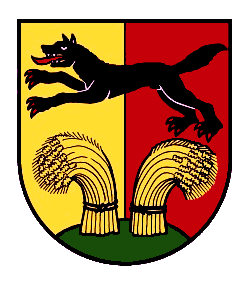
Escudo de Peine

Alrededor del 1202 asumió Gunzelin de Wolfenbüttel, después de una disputa con el Obispo de Hildesheim el Castillo de Peine. En una franja de tierra al sur de este castillo se fundó, alrededor de 1220, el poblado de Peine, que recibió en 1223, el título de ciudad. 
Actualmente hay una estatua de bronce (ver imagen superior) de  Gunzelin de Wolfenbüttel, en la zona peatonal de Peine. 

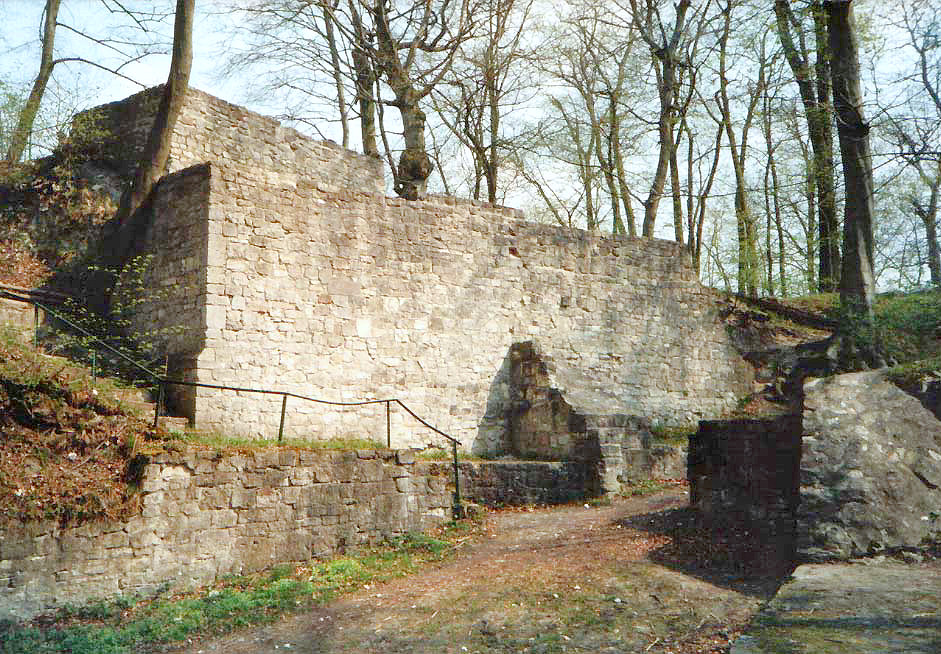
Ruinas de la Asseburg en Wolfenbüttel